# Teleogryllus siamensis
Teleogryllus siamensis är en insektsart som beskrevs av Inagaki och Keiichi Matsuura 1985. Teleogryllus siamensis ingår i släktet Teleogryllus och familjen syrsor. Inga underarter finns listade i Catalogue of Life.